# Visitas de Alfonso XIII a Málaga
Durante su reinado, Alfonso XIII de España visitó hasta cuatro veces la ciudad andaluza de Málaga. La primera visita la realizó dos años después de alcanzar la mayoría de edad, en 1904, la segunda para evaluar la situación de la ciudad tras la catastrófica riada de 1907, la tercera en 1921 para inaugurar el pantano de El Chorro y la última en 1926, para inaugurar el hotel Príncipe de Asturias.

## Primera visita
El rey llegó a Málaga el 28 de abril de 1904, a bordo del buque Giralda. A las diez menos cuarto de la mañana, la Marcha Granadera comenzó a sonar, indicando que el rey iba a tomar tierra. Una vez en tierra firme, el entonces alcalde de la ciudad, Augusto Martín Carrión, dio un discurso de bienvenida al monarca. El republicanismo malacitano, lógicamente, no acudió a estos actos.
Se situaron dos arcos conmemorativos en la calle Larios, junto a otros elementos arquitectónicos en los barrios que visitó, El Palo y El Perchel. El soberano visitó la Catedral, el Santuario de la Victoria y el Club Mediterráneo, alojándose en su barco en vez de en un hotel, mientras que la recepción oficial se realizó en el palacio de la Aduana. En la playa de El Palo le fue entregada por una niña en representación de los jabegotes una solicitud para que intercediera para suprimir la pesca del bou en favor de la jábega. El 1 de mayo partió, habiendo permanecido cuatro días.

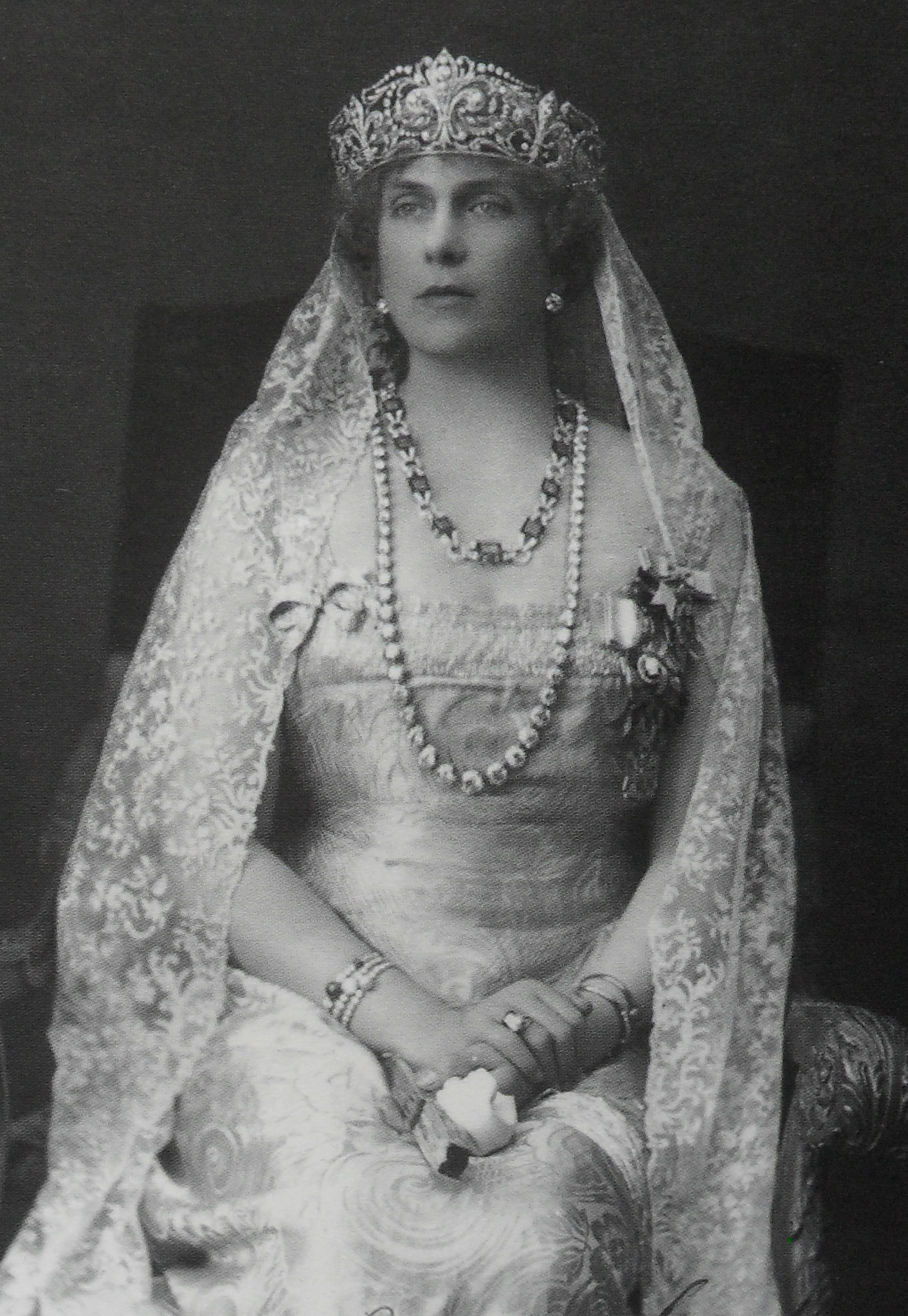
La reina Victoria Eugenia de Battenberg.

## Segunda visita
Tres semanas después de la catástrofe de la gran riada ocurrida en Málaga, el rey acude a la ciudad junto a Antonio Maura, el presidente del gobierno, el 17 de octubre de 1907. Tras recorrer los barrios afectados, el monarca quedó impresionado y exclamó: «Creía grande el desastre, pero no tanto. Esto es horrible». Alfonso XIII donó 8.000 pesetas a la ciudad y Antonio Maura 10 000 en representación del gobierno.

## Tercera visita
El 21 de mayo de 1921, catorce años después de su última visita, Alfonso XIII inauguró el pantano de El Chorro y visitó el que posteriormente se llamaría Caminito del Rey en su honor, desplazándose al día siguiente a la capital malacitana. La Unión Mercantil escribió: «Señor: Málaga se presta entera a recibirlo con entusiasmo. En los aplausos y en los vítores escucha no tan sólo los parabienes de rigor, sino el fervor amante con que tus súbditos te aclaman, rendidos al influjo de tu eficacia personal». El obispo Manuel González García lo recibió en la Catedral y puso la primera piedra del Hotel Príncipe de Asturias y el puente de la Aurora.

## Cuarta y última visita
La cuarta visita se produjo en 1926. El 10 de febrero, los reyes Alfonso y Victoria Eugenia inauguraron el Hotel Príncipe de Asturias. Los monarcas permanecieron dos días en la ciudad, acompañados del general Primo de Rivera y el ministro de Fomento, Rafael Benjumea y Burín. Inauguraron las casas baratas de Ciudad Jardín, el monumento al comandante Benítez y colocaron la primera piedra de la Universidad Industrial, donada por Félix Sáenz. También visitaron la Catedral y el nuevo Seminario.
Es de destacar el paseo que realizaron los soberanos por el centro histórico de la urbe, que según las crónicas de la época atrajo a una gran muchedumbre que quería ver en persona y saludar a los reyes. Éstos, rompiendo el protocolo, se acercaron al pueblo. Las mismas crónicas anteriores narran un hecho curioso; cuando la comitiva se encontraba a su paso por calle Granada, un niño consiguió llegar hasta Alfonso XIII para entregarle un «cucurucho» de chanquetes recién fritos en un establecimiento cercano, indicándole que estos debían llevarse a la boca con las manos. Los monarcas quedaron encantados con el sabor del «pescaíto frito», tanto, que esa misma noche cenaron en el merendero Antonio Martín, cercano al mismo hotel Príncipe de Asturias que habían inaugurado. Los comentarios de los reyes acerca del establecimiento llevaron la fama al mismo, que recibió la visita de personas ilustres de la corte.